# جون كيسي
جون كيسي هو فلاح وسياسي كندي، ولد في 1823، وتوفي في 25 مايو 1893 بسبب التهاب الكلى.